# Kehuan shijie
Kehuan shijie (科幻世界, pinyin: Kēhuàn shìjiè, "Science fiction-världen") är en kinesisk science fiction-tidskrift. Kehuan shijie grundades 1979, och är Kinas största SF-tidskrift. Enligt Xinhua ska den vid ett tillfälle ha haft en upplaga på över en halv miljon exemplar. Upplagan (2015) är 300 000 med uppskattningsvis tre till fem läsare per exemplar, vilket ger totalt över en miljon läsare. Detta gör Kehuan shijie även till världens mest lästa SF-tidskrift.
När tidningen grundades 1979 hette den Science Literature och hade sitt säte i Chengdu i Sichuan. Efter 1983 var Science Litteratur Kinas enda science fiction-tidskrift. 1989 ändrades namnet på tidningen till Amazing Tales för att 1991 få dagens namn. På 1990-talet började upplagan stadigt att öka, och efter 1999 var upplagan upp på 400 000 exemplar.